# Jesús Antonio Castro Becerra
Jesús Antonio Castro Becerra (Palmira, 26 giugno 1908 – Palmira, 1º aprile 1991) è stato un vescovo cattolico colombiano.

## Biografia
Ordinato prete nel 1933, conseguì la laurea in diritto canonico presso la pontificia Università Javeriana di Bogotà.
Fu nominato vescovo di Barranquilla nel 1948 e nel 1952 fu trasferito alla sede di Palmira.
Fondò la congregazione delle suore domenicane di Betania.
Prese parte al Concilio Vaticano II.

## Genealogia episcopale
La genealogia episcopale è:
- Cardinale Scipione Rebiba
- Cardinale Giulio Antonio Santori
- Cardinale Girolamo Bernerio, O.P.
- Arcivescovo Galeazzo Sanvitale
- Cardinale Ludovico Ludovisi
- Cardinale Luigi Caetani
- Cardinale Ulderico Carpegna
- Cardinale Paluzzo Paluzzi Altieri degli Albertoni
- Papa Benedetto XIII
- Papa Benedetto XIV
- Papa Clemente XIII
- Cardinale Marcantonio Colonna
- Cardinale Giacinto Sigismondo Gerdil, B.
- Cardinale Giulio Maria della Somaglia
- Cardinale Carlo Odescalchi, S.I.
- Vescovo Eugène de Mazenod, O.M.I.
- Cardinale Joseph Hippolyte Guibert, O.M.I.
- Cardinale François-Marie-Benjamin Richard de la Vergne
- Cardinale Pietro Gasparri
- Cardinale Paolo Giobbe
- Arcivescovo Diego María Gómez Tamayo
- Vescovo Jesús Antonio Castro Becerra